# Orianajea rossi
Orianajea rossi är en insektsart som beskrevs av Young 1986. Orianajea rossi ingår i släktet Orianajea och familjen dvärgstritar. Inga underarter finns listade i Catalogue of Life.